# The Astronaut (bài hát)
"The Astronaut" là một bài hát của nam ca sĩ Hàn Quốc Jin được phát hành vào ngày 28 tháng 10 năm 2022 như đĩa đơn solo đầu tay của anh. Đồng sáng tác bởi Jin, ban nhạc rock người Anh Coldplay—trước đây từng hợp tác với BTS trong "My Universe", DJ người Na Uy Kygo, người sản xuất bài hát với Bill Rahko và con trai của Chris Martin là Moses Martin, bài hát được lấy cảm hứng từ tình cảm và mối quan hệ của Jin đối với người hâm mộ của anh. Sản phẩm khám phá các chủ đề về sự kết nối và tình yêu thông qua việc sử dụng mô típ vũ trụ lặp đi lặp lại vốn được cả hai nghệ sĩ ưa chuộng, chẳng hạn như các bài hát khác mà họ sáng tác.
Được mô tả là "một món quà dành cho người hâm mộ", sản phẩm được phát hành trước khi Jin nhập ngũ vào ngày 13 tháng 12. Video âm nhạc đi kèm mô tả Jin vào vai phi hành gia ngoài hành tinh vô tình hạ cánh xuống trái đất và sau cùng phải lựa chọn giữa việc ở lại với gia đình mới hoặc trở về hành tinh quê hương của mình.

## Bối cảnh và phát hành
Ngày 15 tháng 10 năm 2022, trong buổi hòa nhạc miễn phí Yet to Come in Busan của BTS, Jin tiết lộ rằng anh sẽ là thành viên tiếp theo của nhóm—sau J-Hope—phát hành sản phẩm solo chính thức. Phát biểu trước người hâm mộ, anh cho biết "Đây không phải là một album hoàn chỉnh mà chỉ đơn thuần là một đĩa đơn. Tôi có thể hợp tác cùng với một người mà tôi luôn thực sự ngưỡng mộ, vì vậy mà tôi sẽ phát hành một bài hát mới." Ngày hôm sau, Big Hit Music đăng tải thông báo xác nhận BTS sẽ tiếp tục kế hoạch thực hiện nghĩa vụ quân sự bắt buộc của họ và Jin là thành viên đầu tiên nhập ngũ sau khi hoàn thành các hoạt động quảng bá cho sản phẩm solo của anh. Một số bài báo sau đó được xuất bản bởi các phương tiện truyền thông Hàn Quốc đưa tin rằng bài hát được Coldplay dành tặng cho Jin và sẽ được phát hành vào cuối tháng, mặc dù Big Hit không cung cấp bất kỳ thông tin chi tiết nào về đĩa đơn vào thời điểm đó. Big Hit không xác nhận cũng không phủ nhận các báo cáo mà chỉ cho biết thông tin chi tiết sẽ được cung cấp vào ngày hôm sau—điều này sau cùng được xác nhận thông qua Newsen và YTN.
Big Hit chính thức công bố đĩa đơn thông qua Weverse vào ngày 18 tháng 10 và cho biết đây là một "món quà" dành cho người hâm mộ của Jin, ARMY. Lịch trình quảng bá đĩa đơn "The Astronaut" được phát hành vào cuối ngày hôm đó. Hình ảnh xem trước nội dung của đĩa đơn được Big Hit đăng tải ngay trước khi thời gian đặt hàng trước bắt đầu, đồng thời hé lộ những cái tên tham gia sáng tác bài hát như Max Martin, Kygo, Chris Martin, Moses Martin và James Keys. Áp phích chính thức của đĩa đơn được chia sẻ vào ngày hôm sau, xác nhận sự hợp tác giữa Jin và Coldplay trong bài hát—cả hai đều được liệt kê là đồng tác giả. Jin duy trì mối quan hệ thân thiết với ban nhạc sau khi họ cùng hợp tác trong đĩa đơn "My Universe", bài hát được khắc họa dựa trên những cuộc trò chuyện sau đó giữa cả hai nghệ sĩ về việc "phải tạm rời xa nhau một thời gian" do nghĩa vụ quân sự cũng như mong nhớ các thành viên cùng nhóm và người hâm mộ của mình trong khoảng thời gian đó.

## Chứng nhận và doanh số
| Quốc gia                                  | Chứng nhận | Số đơn vị/doanh số chứng nhận |
| ----------------------------------------- | ---------- | ----------------------------- |
| Nhật Bản (RIAJ)                           | Vàng       | 100.000^                      |
| Hàn Quốc (KMCA)                           | Million    | 1.000.000^                    |
| ^ Chứng nhận dựa theo doanh số nhập hàng. |            |                               |

## Lịch sử phát hành
| Quốc gia | Ngày              | Định dạng                          | Hãng đĩa      | Nguồn  |
| -------- | ----------------- | ---------------------------------- | ------------- | ------ |
| Hàn Quốc | 28 tháng 10, 2022 | CD tải kỹ thuật số phát trực tuyến | Big Hit Music | [ 13 ] |
| Toàn cầu | 28 tháng 10, 2022 | CD tải kỹ thuật số phát trực tuyến | Big Hit Music | [ 14 ] |
| Nhật Bản | 6 tháng 11, 2022  | CD                                 | Big Hit Music | [ 15 ] |
| Châu Âu  | 2 tháng 12, 2022  | CD                                 | Big Hit Music |        |
| Hoa Kỳ   | 2 tháng 12, 2022  | CD                                 | Big Hit Music | [ 16 ] |